# Veterinaire chirurgie

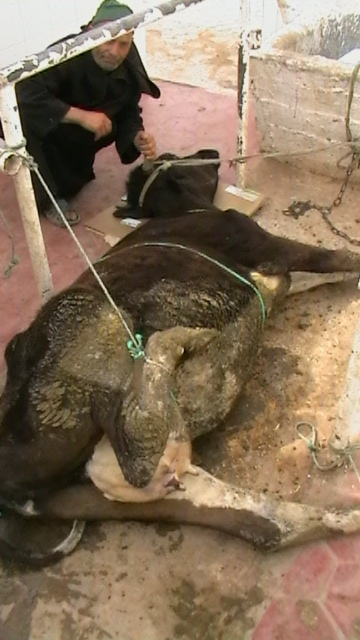
Een heelkundige ingreep.

Veterinaire chirurgie omvat alle heelkundige ingrepen die op dieren uitgevoerd worden. 
De doorsnee dierenarts is opgeleid om de meeste routine-ingrepen uit te voeren en heeft in tegenstelling tot de huisarts nog steeds de bevoegdheid om dit te mogen doen. Sinds 1991 is op Europees niveau het European College of Veterinary Surgery (ECVS) opgericht dat dierenartsen erkend die een doorgedreven training in chirurgie hebben gevolgd. De titel van Diplomate of the European college of Veterinary Surgery kan slechts verkregen worden na een opleiding van drie tot vier jaar en na het slagen in een examen dat jaarlijks door het ECVS georganiseerd wordt. 
In de Verenigde Staten bestaat al langer een gelijkaardige organisatie (ACVS), welke model gestaan heeft bij de opstart van het ECVS. De eerste lichting van Europese specialisten chirurgie werden trouwens geëxamineerd door deze Amerikaanse specialisten. De erkenning als dierenartsspecialist chirurgie is in België door de Orde der dierenartsen enkel toegestaan aan dierenartsen die het Europees diploma hebben behaald. Deze erkenning als specialist chirurg betekent meestal ook dat de kennis, routine en ervaring in chirurgie groter zal zijn dan bij de doorsnee dierenarts die naast zijn/haar andere dierenartsactiviteiten zich niet exclusief op chirurgie kan toespitsen.
Het onderscheid tussen een dierenarts en dierenartschirurgspecialist is echter niet zo doorgedreven als in de humane geneeskunde. Ook wettelijk is er geen onderscheid tussen wat respectievelijk al dan niet als gespecialiseerde diergeneeskundige chirurgie beschouwd wordt. Men kan een Europees specialist chirurgie terugvinden via de website van het ECVS.